# Richard Roly Gottlob Fjellstedt
Richard Roly Gottlob Fjellstedt, född 15 augusti 1838 i Smyrna, död 23 januari 1892 på Boo säteri i Västra Hargs socken i Östergötland, var en svensk godsägare och akvarellist.

## Biografi
Richard Roly Gottlob Fjellstedt var son till missionären Peter Fjellstedt och Christina (Nany) Beata Schweizerbart samt från 1864 gift med Hilda Helena Sigrid Didrica Stenhammar.
Han är representerad vid Uppsala universitetsbibliotek med ett tiotal blad (akvareller, akvarellerade pennritningar och blyertsteckningar) med djurmotiv, huvudsakligen hästar och hundar.